# Atlanta Primus
Atlanta Reigan Primus (* 21. April 1997 in London) ist eine englisch-jamaikanische Fußballspielerin.

## Karriere

### Vereine
Nachdem sie in ihrer Jugend bei Chelsea gespielt hatte, ging sie dort 2014 in den Kader der ersten Mannschaft über. Ihr einziger Einsatz für das WSL-Team verblieb aber ein 3:1-Sieg über Birmingham, bei welchem sie zur 89. Minute für Eniola Aluko eingewechselt wurde. Von Anfang 2016 bis Sommer des Jahres war sie kurz wohl noch bei Yeovil Town aktiv und wechselte dann in die USA aufs College, wo sie nun für Cal State Fullerton auflief. Dort spielte sie dann insgesamt bis 2019 und in ihrem letzten Jahr hier auch nebenbei in einer Partie bei LA Galaxy OC in der UWS aktiv.
Seit September 2020 ist sie nun zurück in England und steht bei den London City Lionesses unter Vertrag.

### Nationalmannschaft
Mit der englischen U17 nahm sie an der Weltmeisterschaft 2013 teil, wo sie in vier Spielen ein Tor erzielte. Mit der U19 folgte im Jahr 2016 noch einmal ein bekannter Einsatz in der Qualifikation für die Europameisterschaft 2017.
In der U19 spielte sie noch für England und nahm hier mit dieser auch an der Europameisterschaft 2014 teil.
Danach erhielt sie aber keinen Einsatz für eine englische Auswahl mehr. So machte sie den Wechsel zur jamaikanischen A-Nationalmannschaft, für welche sie durch ihren Vater ebenfalls spielberechtigt ist. Ihr erster Einsatz hier war ein Freundschaftsspiel gegen Costa Rica am 24. Oktober 2021. Im nächsten Jahr war sie dann auch bei der CONCACAF W Championship 2022 dabei und kam hier in allen Partien zum Einsatz. Am Ende landete ihre Mannschaft auf dem dritten Platz. Im nächsten Jahr folgten dann auch noch Einsätze beim Cup of Nations 2023.
Am 23. Juni 2023 wurde sie für den finalen Kader bei der Weltmeisterschaft 2023 nominiert. Dort gab sie beim ersten Gruppenspiel gegen Frankreich dann ihr WM-Debüt.